# Хей, Антуан
Антуан (Тони) Хей (нем. Antoine Hey; 19 сентября 1970, Берлин, ФРГ) — немецкий футболист, тренер.

## Биография
В начале своей карьеры играл в Бундеслиге за «Фортуну» из Дюссельдорфа и «Шальке 04». Затем долгое время выступал во Второй Бундеслиге, а также в командах из Англии и Кипра. Завершал свою карьеру Хей в «Ноймюнстере», в котором он выполнял роль играющего тренера. Затем специалист уехал в Африку, где долгое время он работал с различными сборными. Немец работал с Лесото, Гамбией, Либерией, Кенией и Руандой.
В 2018 году Хей был назначен главным тренером основной и молодежной сборной Мьянмы. В этом же году рамках Чемпионата АСЕАН подопечные немца при странных обстоятельствах сыграли вничью с Вьетнамом. Во время матча Хей подвергся критике за агрессивное поведение по отношению к игрокам соперника и их главному тренеру Пак Хан Со . В декабре 2018 года Федерация футбола Мьянмы отправила специалиста в отставку, однако менее, чем через год он вернулся на свою должность.

## Достижения
- Обладатель Кубка Кипра (1) : 2001/2002.

## Семья
Отец Антуана Джонни Хей (род.1949) также был футболистом и играл за ряд немецких клубов. После завершения карьеры он возглавлял «Вупперталь».